# المنحوس (فلم)
المنحوس هو فيلم مصري كوميدي إنتاج 1987م، من بطولة سمير غانم ونورا. تدور أحداث الفيلم عن "عادل" الموظف الفقير والذي يحب زميلته بالعمل "سلوى" ويريد الزواج منها ولكن بسبب ظروفه المادية الصعبة يتعذر عليه حل مشكلة السكن.

## الشخصيات
- سمير غانم (عادل)
- نورا (سلوى)
- أحمد بدير (أحمد - صديق عادل)
- عقيلة راتب (زكية - والدة سلوى)
- محمد أحمد المصري (عبد القادر - والد سلوى)
- ليلى فهمي (خالة سلوى)
- زكريا موافي (زلطة - زوج خالة سلوى)
- علية علي (أم عادل)
- مظهر أبو النجا (السمسار)
- سميحة محمد (تفيدة - صاحبة غرفة عادل)

## قصة الفيلم
"عادل عبد المهيمن" و"سلوى" يحبان بعضهما البعض ويقرران الزواج ولكن لا تسمح إمكانيات "عادل" المادية بالزواج فيتردد في إتخاذ هذه الخطوة ولكن تشجعه "سلوى" على هذه الخطوة وتطمئنه بأنها ستكون بجانبه وبالفعل يتزوجان ولكنهما بعد ذلك يعانيان من مشكلة عدم القدرة على شراء شقة بسبب عدم توفر المال الكافي لديهما.

## وصلات خارجية
- مقالات تستعمل روابط فنية بلا صلة مع ويكي بيانات